# Clemens Meyer
Clemens Meyer   (Oberplanitz, 25 de febrer de 1868 - Schwerin, 4 d'agost de 1958) fou un músic, compositor i musicòleg alemany.
Clemens Meyer va ser el vuitè fill del miner Carl Friedrich Meyer i la seva esposa Johanne Rosalie Weber. Meyer va aprendre el violí durant els seus últims anys a l'escola i es va formar com a músic a la banda de la ciutat Zschopau. Va rebre classes de violí a Arno Hilf. Després de participar en diverses orquestres, va esdevenir deixeble de Hermann Ritter a la tardor de 1891 a la "Royal Music School Würzburg", on va canviar a la viola. Com a violista va actuar el 1892/93 al "Stadttheater Bremen". De 1893 a 1933 va ser solista de la "Schweriner Hofkapelle" (rebatejada com a "Mecklenburgische Staatskapelle Schwerin" el 1926). Durant les vacances d'estiu actuà regularment a l'orquestra del Festival de Bayreuth Richard Wagner. Al mateix temps, va formar part del "Quartet de corda de Schwerin", fundat el 1858 i un dels grups de quartets més antics d'Alemanya. El 1903 va ser nomenat músic de cambra i el 1926 va rebre el títol honorari de cambra virtuós.
Clemens Meyer va tractar el treball històric musical sobre la història de les orquestres de la cort de Schwerin i Güstrow. De 1906 a 1956 va ser comissari de la col·lecció de música de la "Mecklenburgische Landesbibliothek Schwerin", el recondicionament i la catalogació de la qual es compta entre els seus majors mèrits. La Universitat de Rostock el va nomenar el 1948 membre d'honor de l'Institut Musicològic. El 1953 va esdevenir membre honorari de la "Staatskapelle" de Mecklenburg. Amb motiu dels 90 anys del seu aniversari, el 1958 va rebre el títol de "Professor de Creació Musical" i va ser nomenat ciutadà honorari de Schwerin.